# Notoglanidium pallidum
Notoglanidium pallidum és una espècie de peix de la família dels auquenoglanídids i de l'ordre dels siluriformes.

## Morfologia
- Els mascles poden assolir 8,3 cm de longitud total.[4][5]

## Hàbitat
És un peix d'aigua dolça i de clima tropical.

## Distribució geogràfica
Es troba a Àfrica: riu Congo.